# APOEL FC
APOEL sau APOEL Nicosia (greacă: ΑΠΟΕΛ) este un club profesionist de fotbal cu sediul în Nicosia, Cipru. Clubul a fost unul dintre membrii fondatori ai Asociației Cipriote de Fotbal.

## Istoric
La 8 noiembrie 1926 s-a fondat sub acronimul POEL (Greacă: ΠΟΕΛ; acronim:  Ποδοσφαιρικός Όμιλος Ελλήνων Λευκωσίας – Podosferikos Omilos Ellinon Lefkosias – Română "Fotbal Club al Grecilor din Nicosia"). Numele actual de APOEL a fost adoptat un an mai târziu după fondarea ramurilor sportive: volei și tenis de masă.

## Palmares

### Prima Divizie Cipriotă
- Campioana (29): 1936, 1937, 1938, 1939, 1940, 1947, 1948, 1949, 1952, 1965, 1973, 1980, 1986, 1990, 1992, 1996, 2002, 2004, 2007, 2009, 2011, 2013, 2014, 2015, 2016, 2017, 2018, 2019, 2024

### Cupa Ciprului
- Campioana (21): 1937, 1941, 1947, 1951, 1963, 1968, 1969, 1973, 1976, 1978, 1979, 1984, 1993, 1995, 1996, 1997, 1999, 2006, 2008, 2014, 2015

### SuperCupa Ciprului
- Campioana (13): 1963, 1984, 1986, 1992, 1993, 1996, 1997, 2002, 2004, 2008, 2009, 2011, 2013

## Europa
- Liga Campionilor
  -  Sferturi de finala  : 2012
- UEFA Europa League
  -  Optimi  : 2017

### Oficiale
- APOEL FC (Official Website) el
- APOEL Academy Arhivat în 16 decembrie 2014, la Wayback Machine. el

### Fan site
- Official APOEL Fans Website and Forums Arhivat în 1 septembrie 2009, la Wayback Machine. el
- Unofficial APOEL Fans Website and Forums el
- APOELLAS el
- Fans of APOEL - Videoblog
- APOEL unofficial site el
- national-football-teams